# ديزيري مونيانيزا
ديزيري مونيانيزا (بالإنجليزية: Désiré Munyaneza)‏ (ولد عام 1966) هو رجل أعمال رواندي مُتهمٌ بارتكاب جرائم حرب، عاش في تورنتو بولاية أونتاريو في كندا قبل أن يُزجّ في السجن. هو أول رجل يُعتقل ويُدان في كندا لارتكابه جرائم حرب وجرائم ضد الإنسانية، وذلك بسبب مشاركته في الإبادة الجماعية في رواندا عام 1994. أُدخل مونيانيزا السجن في أكتوبر من عام 2009.

## الاعتقال
في التاسع عشر من شهر أكتوبر عام 2005، أعلنت شرطة الخيالة الكندية الملكية أنها احتجزت مونيانيزا جرّاء ارتكابه جرائم ضد الإنسانية وجرائم حرب، حيث اتُّهم بارتكاب مذبحتين وجريمتين ضد الإنسانية وثلاث جرائم حرب.
كان مونيانيزا أول شخصٍ يتعرض للاعتقال بموجب ذلك القانون، حيث قدّمت كندا عن طريقه اعترافاً رسمياً بالتزاماتها تجاه المحكمة الجنائية الدولية.
ارتكب مونيانيزا جرائمه بالقرب من بوتاري في رواندا عام 1994.

## المحاكمة
بدأت محاكمة مونيانيزا في شهر مارس من عام 2007 بشهادة امرأة، عُرفت باسم الشاهدة سي –15، حيث قالت إنها ادعت موتها لثلاثة أيام ولطخت جسدها بدم أختها لتختبئ من عصابات الإنتراهاموي.
في العاشر من أبريل، ادعت شاهدة أخرى اسمها سي –17 أن مونيانيزا اغتصبها أربع مرات، وأنها شهدت شخصياً اغتصاب ومقتل أخريات على يدي مونيانيزا.
في الحادي عشر من أبريل، تعرّض مونيانيزا للضرب المبرح في زنزانته في سجن Rivières-des-Prairies على يد شاب في السابعة عشر من عمره بعد سماعه تفاصيل محاكمة مونيانيزا في وسائل الإعلام.
في الثاني والعشرين من مايو عام 2009، أُدين مونيانيزا، البالغ من العمر وقتها 42 عاماً، بـ 7 تهم متعلقة بالإبادة الجماعية وجرائم الحرب والجرائم ضد الإنسانية. تندرج الجرائم تحت قانون جرائم الحرب والجرائم ضد الإنسانية الكندي، والذي يجيز محاكمة المواطنين لجرائم ارتكبوها خارج البلد. بذلك كان مونيانيزا أول شخصٍ تتم إدانته وفقاً للقانون الكندي. عُقدت المحكمة في مونتريال، لكنها انتقلت أيضاً إلى رواندا، وقدّم 66 شخصاً شهادته في المحكمة، بقيت هويات معظهم سرية.

## الحُكم
في التاسع والعشرين من أكتوبر عام 2009، حُكم على مونيانيزا بالسجن المؤبد بدون إخلاء سبيل لـ 25 عاماً. ذكر القانون الكندي أن أنشطة مونيانيزا الإجرامية هي “الأسوأ في الوجود”. وصف القاضي الحكمَ بـ “القاسي”. من المتوقع أن يطالب مونيانيزا باستئناف الحكم. اعتقد محامي مونيانيزا أن فترة السجن يجب ألا تتعدى العشرين عاماً. بينما قال إمانويل موهاوينيمينا، الذي فقد 70 فرداً من أسرته في الإبادة الجماعية، أن “العديد من الروانديين، في مونتريال وكندا وجميع أنحاء العالم، سعداءٌ جداً اليوم”.